# Вибраново (Іновроцлавський повіт)
Вибраново (пол. Wybranowo) — село в Польщі, у гміні Роєво Іновроцлавського повіту Куявсько-Поморського воєводства.
Населення — 288 осіб (2011). Місто розташоване на відстані близько 5 км на південь від Роєво, 9 км на північ від Іновроцлава, 31 км на південний захід від Торуня, 33 км на південний схід від Бидгоща.
У 1975-1998 роках село належало до Бидгощського воєводства.

## Демографія
Демографічна структура станом на 31 березня 2011 року:
|          | Загалом | Допрацездатний вік | Працездатний вік | Постпрацездатний вік |
| -------- | ------- | ------------------ | ---------------- | -------------------- |
| Чоловіки | 141     | 27                 | 100              | 14                   |
| Жінки    | 147     | 23                 | 90               | 34                   |
| Разом    | 288     | 50                 | 190              | 48                   |